# George Male
Charles George Male dit George Male, né le 8 mai 1910 à West Ham et mort le 19 février 1998, était un footballeur international anglais des années 1930 et 1940.

## Biographie
En tant que défenseur, il réalise toute sa carrière à Arsenal FC, de 1929 à 1948, jouant 285 matchs, remportant six championnats, deux coupes d'Angleterre et cinq fois la Community Shield.
George Male est sélectionné en équipe d'Angleterre de football à dix-neuf reprises de 1934 à 1939.
Alors qu'il est le capitaine d'Arsenal en 1939, la Seconde Guerre mondiale survient et il sert dans la Royal Air Force en Palestine.

## Clubs
- 1929-1948 :  Arsenal FC

## Palmarès
- Championnat d'Angleterre de football
  - Champion en 1931, en 1933, en 1934, en 1935, en 1938 et en 1948
  - Vice-champion en 1932
- Community Shield
  - Vainqueur en 1930, en 1931, en 1933, en 1934 et en 1938
- Coupe d'Angleterre de football
  - Vainqueur en 1930 et en 1936
  - Finaliste en 1932